# Cîroc
 (octobre 2017).
Si vous disposez d'ouvrages ou d'articles de référence ou si vous connaissez des sites web de qualité traitant du thème abordé ici, merci de compléter l'article en donnant les références utiles à sa vérifiabilité et en les liant à la section « Notes et références ».
Cîroc est une marque de boisson alcoolisée créée par Jean-Sébastien Robicquet (fondateur de Maison Villevert) et produite à Cognac en Charente pour le groupe britannique Diageo. Vendue principalement aux États-Unis, en tant que vodka, Cîroc, contrairement aux vodkas traditionnelles, est distillée à partir de raisins.

## Guerre de la vodka
La nature de Cîroc a fait naître une controverse juridico-économique au sein de l'Union européenne. Les pays traditionnellement producteurs de vodka du nord et de l'est de l'Europe soutenant que seuls les alcools distillés à base de grains ou de pommes de terre peuvent être qualifiés de vodka. Une décision définitive concernant la définition de la vodka et valable dans les pays de l'UE a été tranchée par les eurodéputés en décembre 2007 : La Vodka élaborée à base de céréales ou de pommes de terre porte l'unique mention « Vodka », tandis que les vodkas élaborées à partir d'autres éléments portent la mention « Vodka produit à partir de ».

## Élaboration
Les grappes de raisin utilisés pour l'élaboration de cette vodka sont du Mauzac Blanc, de la région de Gaillac et de l'Ugni Blanc de la région de Cognac, en France. Finalement, le liquide résultant aura été distillé cinq fois.

## Ventes
En 2007, la marque noue des partenariats stratégiques avec Sean Combs (alias P. Diddy) et le footballeur Didier Drogba comme ambassadeurs de la marque, dans le but d'obtenir un effet bénéfique sur les ventes.